# Operacja Lamantin
Operacja Lamantin (z franc. manat) – interwencja zbrojna sił powietrznych Francji przeciw Frontowi Polisario, przeprowadzona między grudniem 1977 r. a lipcem 1978 r.
W grudniu 1977 r. prezydent Valéry Giscard d’Estaing nakazał francuskim siłom powietrznym rozpoczęcie bombardowań oddziałów Polisario, po tym jak francuscy technicy cywilni zostali wzięci jako zakładnicy podczas ataku Saharyjczyków na mauretańską kopalnię rudy żelaza w Az-Zuwajrat – wówczas najważniejsze ekonomicznie miejsce Mauretanii. Zakładnicy zostali później uwolnieni bez szwanku, z wyjątkiem francuskiego lekarza i jego żony, którzy zostali zabici podczas samego ataku na kopalnię.
Do interwencji Francja użyła samolotów bojowych Jaguar z bazy lotniczej w Dakarze. Bombardowania były przeprowadzane na pojazdy poruszające się po linii kolejowej między kopalnią żelaza w Az-Zuwajrat a, również zajętym przez Polisario, miastem Nawazibu.
Interwencja zakończyła się z powodu podpisaniu zawieszenia broni między Mauretanią a Polisario.